# Institut de la Mémoire audiovisuelle juive
Pour les articles homonymes, voir IMAJ.
L’Institut de la Mémoire audiovisuelle juive (IMAJ) est une association culturelle à but non lucratif qui a été fondée à Bruxelles en 1984.

## Historique
Béatrice Godlewicz, enseignante constate le manque en Europe de références cinématographiques de la culture juive. Elle prend ainsi l'initiative de créer une association afin de mettre des films et des informations sur l'histoire et la culture juive à disposition des écoles et des enseignants. Progressivement l'association rassemble et répertorie un nombre croissant de films et élargit son public. IMAJ devient alors un centre de documentation spécialisé pour ceux qui désirent étoffer leurs connaissances sur le cinéma juif, pour les amateurs du septième art ou tout simplement tout individu curieux d'en savoir plus sur la culture juive. En parallèle IMAJ organise des événements qui font la promotion de films récents ou anciens. Les membres fondateurs furent le Baron Georges Arthur Schnek (1924 - 2012), Paul Danblon (1931 - 2018), Simone Susskind et Béatrice Godlewicz.

## Les objectifs
IMAJ participe à l'effort de recensement et de diffusion de films sur la culture et l'histoire juive : fictions, documentaires, courts-métrages etc. IMAJ possède actuellement une importante base de données en français consacrée au cinéma à thèmes juifs. Plus de 10 000 films sont répertoriés et environ 2500 d'entre eux sont mis à disposition en prêt ou en consultation. Il s'agit aussi bien de films célèbres que de films plus rares, voire des documents d'archives (télévisés ou privés). Le but de cette base de données est de promouvoir les films en lien avec l'histoire et la vie juives. Par cette démarche IMAJ veut faire découvrir à un large public le judaïsme sous ses aspects multiples et variés. À côté de ses activités événementielles (avant-premières ou festivals par exemple), IMAJ collabore, tout comme d'autres associations juives, au devoir de mémoire en diffusant des films sur la Shoah mais aussi sur d'autres génocides et crimes contre l'humanité. L'association souhaite par ce biais lutter contre les stéréotypes, le négationnisme et l’antisémitisme. IMAJ est aussi un espace de réflexion autour du cinéma. Elle défend la liberté d'expression, le pluralisme d'opinion et la notion d'interculturalité. IMAJ veut par ses actions créer un dialogue citoyen afin de créer des ponts entre les différentes communautés.

## Les actions
IMAJ organise des événements cinématographiques: avant-premières, festivals, projections avec débats et soutient la production et la distribution de films. Elle collabore aussi à d'autres événements tels qu'expositions, présentations de livre, concerts, conférences… En 1989 IMAJ a créé son premier festival intitulé "Mieux vaut en rire" sur l'humour juif et le cinéma. Le festival est renommé en 2010 Au fil(m) du temps puis Brussels Jewish International Film Festival (BJIFF) à partir de 2014. De 2010 à 2016, ces événements étaient l'occasion de décerner un prix au meilleur film juif ou à thème juif. Ce prix attribué par un jury de professionnels a été nommé le prix Georges Schnek en hommage au président fondateur d’IMAJ. Le Baron Georges Arthur Schnek fut une figure importante dans la communauté juive de Belgique. 
IMAJ a ainsi décerné le prix à :
- Jorge Gurvich pour son film Le Chat de Madame Moskovitch durant la 13e édition du festival (2010)
- Doron Eran pour son film Melting Away durant la 14e édition du festival (2011)
- Sharon Bar-Ziv pour son film Room 514 durant la 15e édition du festival (2013)
- Nurit Kedar et Yaron Shani pour leur film Life Sentences durant la 16e édition du festival (2014)
- Nir Bergman pour son film Yona durant la 17e édition du festival (2016)

À la suite de l'un de ses festivals, IMAJ a produit avec le soutien de la Cinémathèque de la Communauté française un DVD accompagné d’un livret Le cinéma de Vouzôtres. Cette production se veut être une vitrine de films produits par des cinéastes belges en rapport avec la vie juive. IMAJ a aussi produit d'autres DVD sur des événements qu'elle a organisés ou auxquels elle a participé.

## Les affiliations
IMAJ est une association reconnue et subventionnée par la Fédération Wallonie-Bruxelles. Elle est également soutenue par la Fondation du judaïsme de Belgique. IMAJ a été reconnu comme centre labellisé par la Cellule Démocratie ou Barbarie de la Fédération Wallonie-Bruxelles en 2010 dans le cadre du décret sur la transmission de la mémoire pour ses activités sur le sujet de la Shoah, des génocides et crimes contre l'humanité.